# سموم محیطی و رشد جنین
سموم محیطی و رشد جنین، تأثیر مواد سمی مختلف از محیط بر رشد جنین است. این مقاله به اثرات نامطلوب بالقوه سموم محیطی بر رشد جنین یا رویان در دوران بارداری و همچنین عوارض بارداری می‌پردازد. جنین انسان نسبتاً مستعد تأثیر شرایط نامطلوب محیط مادر است. شرایط نامطلوب جنین اغلب باعث درجات مختلفی از تأخیر رشد، چه جسمی و چه ذهنی، برای نوزاد در حال رشد می‌شود. اگرچه برخی از متغیرها در نتیجه شرایط ژنتیکی مربوط به پدر رخ می‌دهند، اما بسیاری از آنها مستقیماً از سموم محیطی که مادر در معرض آن قرار دارد، ناشی می‌شوند.
سموم مختلف در طول رشد جنین، خطرات قابل توجهی را برای آنها ایجاد می‌کنند. یک مطالعه در سال ۲۰۱۱ نشان داد که تقریباً همه زنان باردار آمریکایی مواد شیمیایی متعددی، از جمله برخی از مواد ممنوعه از دهه ۱۹۷۰، را در بدن خود دارند. محققان در بدن ۹۹ تا ۱۰۰ درصد از زنان بارداری که مورد آزمایش قرار گرفتند، بی‌فنیل‌های پلی‌کلرینه، آفت‌کش‌های ارگانوکلرینه، ترکیبات پرفلورینه، فنول‌ها، اترهای دی‌فنیل پلی‌برومینه، فتالات‌ها، هیدروکربن‌های آروماتیک چند حلقه‌ای، PBDEهای پرکلرات، ترکیباتی که به عنوان بازدارنده شعله استفاده می‌شوند، و دی‌کلرودی‌فنیل‌تری‌کلرواتان (ددت)، آفت‌کشی که در سال ۱۹۷۲ در ایالات متحده ممنوع شد، شناسایی کردند. در میان سایر استروژن‌های محیطی، بیسفنول ای (BPA) در ۹۶ درصد از زنان مورد بررسی شناسایی شد. چندین مورد از مواد شیمیایی در همان غلظت‌هایی بودند که با اثرات منفی در کودکان از مطالعات دیگر مرتبط بوده‌اند و تصور می‌شود که قرار گرفتن در معرض چندین ماده شیمیایی می‌تواند تأثیر بیشتری نسبت به قرار گرفتن در معرض تنها یک ماده داشته باشد.

## اثرات
سموم محیطی را می‌توان به‌طور جداگانه بر اساس اثراتی که دارند، مانند ناهنجاری‌های ساختاری، تغییر رشد، نقص‌های عملکردی، نئوپلازی مادرزادی یا حتی مرگ جنین، توصیف کرد.

### زایمان زودرس
از هر ده نوزاد آمریکایی، یک نوزاد نارس به دنیا می‌آید و حدود ۵٪ از آنها هنگام تولد وزن کمی دارند. زایمان زودرس، که به عنوان تولد در کمتر از ۳۷ هفته بارداری تعریف می‌شود، عامل اصلی مرگ و میر نوزادان در طول دوران کودکی است. قرار گرفتن در معرض سموم محیطی مانند سرب، دود تنباکو و ددت با افزایش خطر سقط خود به خودی، وزن کم هنگام تولد یا زایمان زودرس مرتبط دانسته شده است.

### ناهنجاری مادرزادی ساختاری
مواد سمی که قادر به ایجاد ناهنجاری‌های مادرزادی ساختاری هستند را می‌توان تراتوژن نامید. آنها عوامل خارجی برای جنین یا رویان هستند که اثرات زیان‌آوری دارند و منجر به افزایش خطر ناهنجاری، سرطان‌زایی، جهش‌زایی، تغییر عملکرد، رشد ناقص یا از دست رفتن بارداری می‌شوند. تراتوژن‌ها به چهار دسته اصلی طبقه‌بندی می‌شوند:
- داروها در دوران بارداری - علاوه بر مواد شیمیایی محیطی، شامل مصرف تفریحی مواد مخدر و داروهای دارویی نیز می‌شود.
- عفونت‌های منتقله عمودی
- تابش، مانند پرتو ایکس
- نیروهای مکانیکی، مانند الیگوهیدرآمنیوس

تراتوژن‌ها از طریق مکانیسم‌های مختلفی بر جنین تأثیر می‌گذارند، از جمله:
- تداخل با سرعت تکثیر سلولی، مانند عفونت ویروسی و یونیزاسیون
- مسیرهای بیوسنتزی تغییر یافته، همان‌طور که در نقص‌های کروموزومی مشاهده می‌شود
- تعاملات غیرطبیعی سلولی یا بافتی، همان‌طور که در دیابت دیده می‌شود
- عوامل بیرونی
- برهمکنش آستانه‌ای ژن‌ها با تراتوژن‌های محیطی

### اختلال عصبی-رشدی
اختلال طیف اوتیسم (ASD) یک اختلال عصبی-رشدی است که به صورت نقص در تعاملات اجتماعی و ارتباطات بروز می‌کند. این نقص‌ها می‌توانند از نظر قدرت و اختلال در عملکرد روزانه متفاوت باشند. این می‌تواند شامل الکسیتایمیا، رفتارهای پرخاشگرانه، مشکل در تنظیم احساسات، رفتارهای تکراری و عدم همدلی باشد. مشخص شده است که ASD عوامل زیادی از جمله اپی‌ژنتیک، ژنتیکی و محیطی دارد. با این حال، این یافته‌ها در مورد اوتیسم بحث‌برانگیز است، زیرا بسیاری از محققان معتقدند که افزایش نرخ در مناطق خاص، نتیجه غربالگری و روش‌های تشخیصی دقیق‌تر است.

## مواد سمی و اثرات آنها
موادی که به‌طور خاص مضر تشخیص داده شده‌اند عبارتند از سرب (که در استخوان‌های مادر ذخیره می‌شود)، دود سیگار، الکل، جیوه (یک ماده سمی عصبی که از طریق ماهی مصرف می‌شود)، دی‌اکسید کربن و تشعشعات یونیزه کننده.

### الکل
نوشیدن الکل در دوران بارداری می‌تواند منجر به طیف وسیعی از اختلالات شود که به عنوان اختلالات طیف الکل جنینی شناخته می‌شوند. شدیدترین آنها سندرم الکل جنینی است. این دو بیماری می‌توانند منجر به طیف وسیعی از نقص‌ها شوند که می‌توانند جنین را از نظر جسمی، شناختی، عصبی-رشدی تحت تأثیر قرار دهند و باعث نقص‌های عصبی-رفتاری شوند. این تغییرات به شدت مصرف الکل و زمان آن در دوران بارداری بستگی دارد. ویژگی‌های فیزیکی FAS می‌تواند شامل ناهنجاری‌های صورت، کمبود رشد و اختلال در رشد سیستم عصبی مرکزی باشد. حتی بیشتر از آن، تفاوت‌های رفتاری و عاطفی نیز در بیماران مبتلا به FAS بسیار رایج است.

همان‌طور که در عکس دیده می‌شود، فنوتیپ‌های FAS می‌توانند خفیف باشند و خیلی قابل توجه نباشند، مگر اینکه به دنبال آن باشید.

### دود تنباکو
قرار گرفتن جنین در معرض دود تنباکو در دوران بارداری ممکن است طیف وسیعی از مشکلات رفتاری، عصبی و جسمی را ایجاد کند. عوارض جانبی شامل مرده‌زایی، اختلال در جفت، نارس بودن، میانگین وزن کمتر هنگام تولد، نقص‌های فیزیکی هنگام تولد (شکاف کام و غیره)، کاهش عملکرد ریه، افزایش خطر مرگ و میر نوزادان است.